# Killzone
Killzone je igra za konzolu Sony Playstation 2 izašla 2004. godine. Igra je u stilu FPS (pucačina iz prve osobe), ratne je tematike i vrlo je nasilna što joj je i donijelo oznaku PEGI-ja (zavoda za procjenu dobi u igrama) za nasilje i psovane te dobno ograničenje od 16 godina. 
Zanimljivo je i spomenuti da je igra ušla u Sonyijevu seriju Platinum kao jedna od najboljih i najprodavanijih igara za Playstation 2 svih vremena. Igru je razvio i izdao tzv. Guerrilla games. Guerrilla games su igru htjeli napraviti samo za Windowse, no kada je Sony vidio prve najave za igru bio je toliko oduševljen da je napravio ugovor s Guerrillom da će igru izdati isključivo za PS2.